# Міхаель Кречмер
Мі́хаель Кре́чмер (нім. Michael Kretschmer; нар. 7 травня 1975, Герліц, НДР) — німецький політик, член ХДС, прем'єр-міністр федеральної землі Саксонії (з 2017), прихильник співпраці з Росією.

## Життєпис
У 1991 році закінчив середню школу Герліца, у 1995 — пройшов курс навчання роботі із офісним електронним обладнанням, у 1998 році закінчив Школу додаткової освіти, у 2002 році отримав диплом інженера-економіста в Університеті прикладних наук в Дрездені.
З 2002 по 2017 роки — депутат Бундестагу. 1 грудня 2004 року став тимчасово виконуючим обов'язки генерального секретаря саксонського відділення Християнсько-демократичного союзу, 23 квітня 2005 року обійняв цю посаду на постійній основі. З 2009 по 2017 роки очолював партійну фракцію в Бундестазі. 9 грудня 2017 року обраний головою саксонської організації ХДС.
У вересні 2017 року на федеральних парламентських виборах до Бундестагу у виборчому окрузі району Герліц (Саксонія) поступився на виборах представнику партії АдН Тіно Хрупаллу.

## Прем'єр-міністр Саксонії
18 жовтня 2017 року Станіслав Тілліх оголосив про свою відставку з посади голови Саксонії та запропонував Кречмеру замінити його.
На голосуванні 13 грудня 2017 року 69 зі 122 депутатів саксонського ландтагу проголосували за затвердження Кречмера на посаді прем'єр-міністра.
28 серпня 2022 року посол України в Німеччині Андрій Мельник повідомив, що скасував запрошення прем'єра Саксонії до України через його заклики про замороження війни та переговорів з Путіним.
У січні 2023 Кречмер висловився за ремонт газопроводу Північний потік та відновлення поставок російського газу.